# Rocket (tidning)
Rocket var en svensk pop- och rocktidning som utgavs 1984–1986 av Tre-Mag Sweden. År 1984 utkom 3 nummer, 1985 utkom 10 nummer och 1986 utkom 1 nummer.